# Đuro Eisenhuth
Đuro Eisenhuth   (Zagreb, 25 de desembre de 1841 - Zagreb, 2 d'abril de 1891)fou un compositor, director d'orquestra i violinista croat.
Es va graduar a l'escola de música de Zagreb (1858), on va estudiar violí, teoria i veu. Més tard va estudiar composició i contrapunt a Viena amb Anton Storch. Tornat a Zagreb el 1861, va fundar una orquestra amb la qual va començar a interpretar les seves pròpies composicions, rebent el sobrenom de «Zagreb Strauss». Al mateix temps, va donar molts concerts com a intèrpret de conjunt, al capdavant del seu propi quartet de corda o amb altres formacions. Des de 1881 fins al final de la seva vida, es va convertir en el líder de l'orquestra del teatre de Zagreb i va dirigir muntatges d'òpera i operetes. El 1872 va fundar i va dirigir l'orquestra de la Societat de Bombers Voluntaris de Zagreb, més tard també va dirigir diversos cors a Zagreb, inclòs el cor de la Universitat de Zagreb. Va ensenyar violí des de la dècada de 1860, essent un dels primers mestres de Franjo Krezma. També va actuar com a organista a l'església de Santa Maria de Zagreb. Va escriure unes 220 composicions.